# 친구엄마
《친구엄마》는 2015년에 개봉한 대한민국의 에로 영화이다.

## 캐스팅
- 김영삼 : 경수 역
- 아리 : 현옥 역
- 시영 : 지연 역
- 김해진 : 백현 역
- 김재록 : 경수 부 역
- 이정길 : 최 선장 역
- 김대범 : 우민 역
- 이재민 : 찬열 역
- 이동희 : 동현 역
- 이승용 : 지연애인 역
- 곽한구 : 호프집 주인 역